# Yaama-moskee
De Yaama-moskee is een moskee in Yaama, een dorp in het zuiden van  Niger.

## Geschiedenis
Na ruim zestig jaar Franse kolonisatie in Niger, die in 1960 eindigde, is het gebied opmerkelijk onaangetast door invloeden van buitenaf. In het dorp besloot men een vrijdagmoskee te bouwen waarin iedereen samen kon komen voor het gebed. Er werd gekozen om traditionele methoden te gebruiken. Deze constructie was gemaakt van modderstenen en latere wijzigingen omvatten de constructie van een centrale koepel omringd door vier hoektorens. Iedere dorpeling leverde een bijdrage; van de landeigenaar die het terrein schonk, tot de mensen die modderstenen maakten, water vervoerden, hout verzamelden, enz.
Deze moskee ontving in 1986 de Aga Khan Award for Architecture.

## Architectuur
De moskee werd gebouwd in de inheemse Soedan-Sahel-bouwstijl, met name de Tubali-substijl die voornamelijk door de Hausa-bevolking werd gebruikt.